# Linaria (plante)
Ne doit pas être confondu avec Linaria (oiseau).
Genre
Classification APG III (2009)
Linaria est un genre de plantes herbacées, annuelles ou vivaces, de la famille des Scrophulariaceae selon la classification classique de Cronquist (1981) ou des Plantaginaceae selon la classification phylogénétique. Elles doivent leur nom à leurs feuilles étroites évoquant celles du lin cultivé. On en compte environ 150 espèces, dont une bonne partie en région méditerranéenne. C'est le genre de certaines « linaires ».

## Description du genre

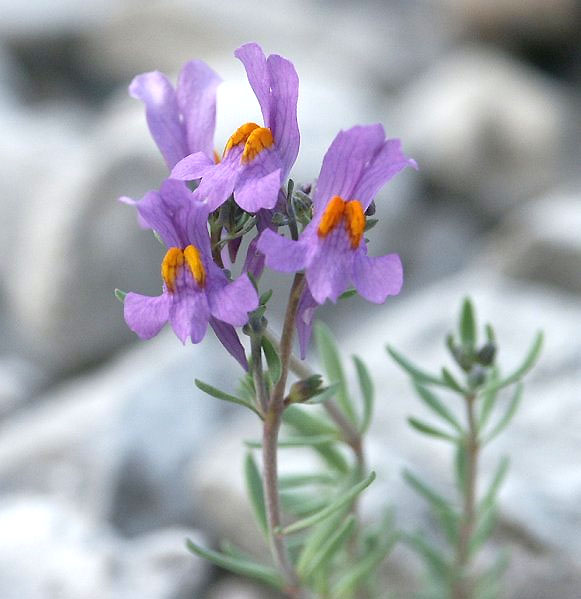
Linaria alpina

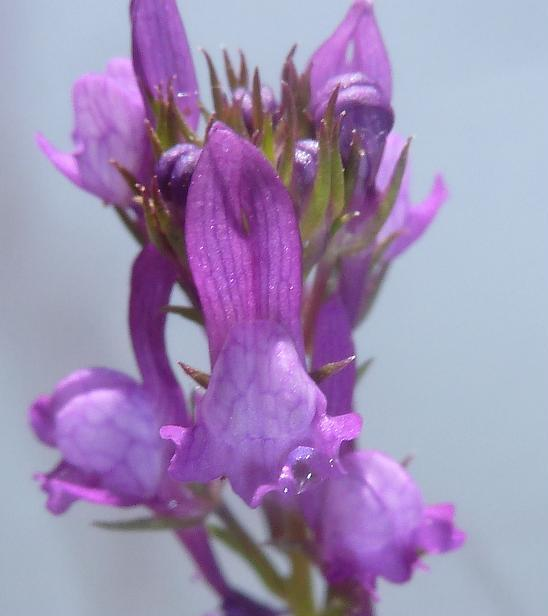
Linaire de Pélissier

Plantes herbacées à feuilles simples et étroites (souvent linéaires), sessiles, les inférieures opposées ou verticillées, les supérieures généralement alternes. Fleurs zygomorphes groupées en racèmes simples ou capituliformes, ou en racèmes de racèmes. Calice à cinq lobes inégaux, souvent courts. Corolle bilabiée à tube renflé, à limbe en gueule, prolongée à la base par un éperon. La lèvre supérieure est formée de deux lobes légèrement réfléchis, la lèvre inférieure de trois lobes. Cette lèvre présente un palais saillant fermant la gorge, bilobé, maculé de couleurs vives, généralement velu. Quatre étamines. Le fruit est une capsule polysperme à deux loges.

## Principales espèces
Selon le National Genetic Resources Program de l'USDA :
- Linaria aeruginea (Gouan) Cav.
- Linaria alpina (L.) Mill. - Linaire des Alpes
- Linaria angustissima (Loisel.) Borbás
- Linaria arenaria DC. - Linaire des sables
- Linaria arvensis (L.) Desf.
- Linaria bipartita (Vent.) Willd.
- Linaria chalepensis (L.) Mill.
- Linaria dalmatica (L.) Mill.
- Linaria flava (Poir.) Desf.
- Linaria genistifolia (L.) Mill.
- Linaria incarnata (Vent.) Spreng.
- Linaria maroccana Hook. f.
- Linaria micrantha (Cav.) Hoffmanns. & Link
- Linaria pelisseriana (L.) Mill. - Linaire de Pélissier
- Linaria pinifolia (Poir.) Thellung
- Linaria propinqua Boiss. & Reut.
- Linaria pseudolaxiflora Lojac.
- Linaria purpurea (L.) Mill.
- Linaria reflexa (L.) Desf.
- Linaria reticulata (Sm.) Desf.
- Linaria repens (L.) Mill. - Linaire rampante
- Linaria ×sepium Allman
- Linaria simplex Desf.
- Linaria spartea (L.) Chaz.
- Linaria supina (L.) Chaz. - Linaire couchée
- Linaria thymifolia (Vahl) DC. - Linaire à feuilles de thym
- Linaria triphylla (L.) Mill.
- Linaria vulgaris Mill. - Linaire commune

Exemples d'espèces
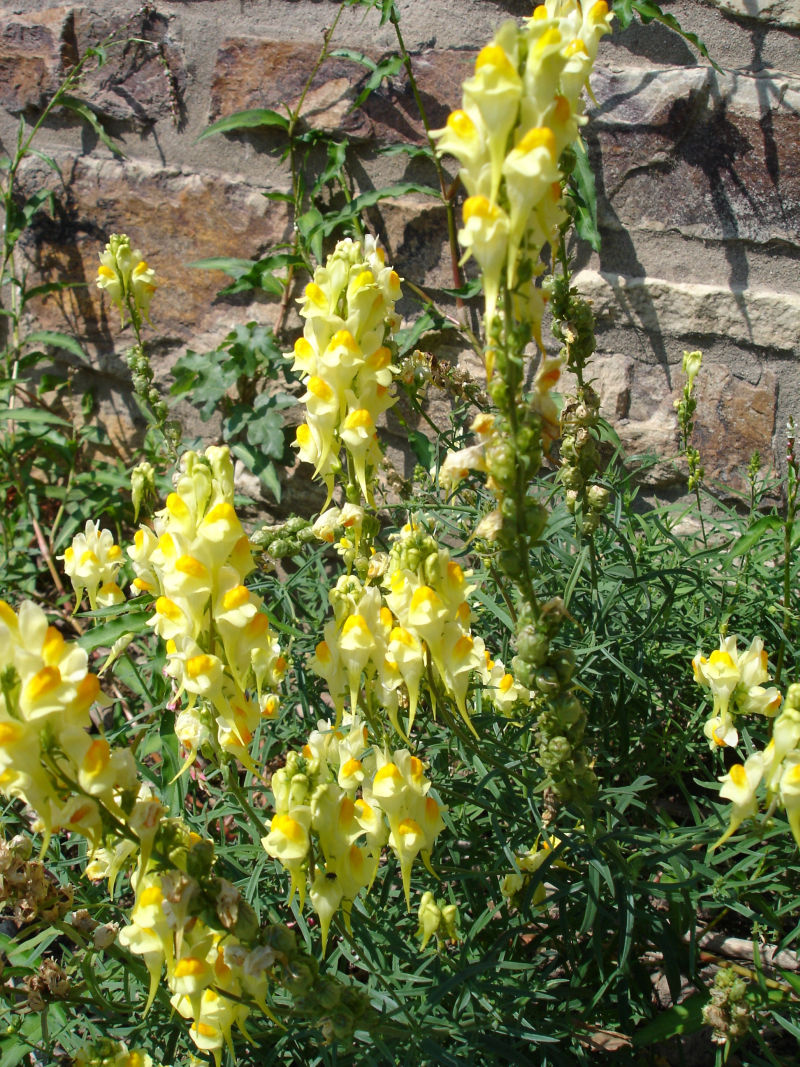
Linaria vulgaris
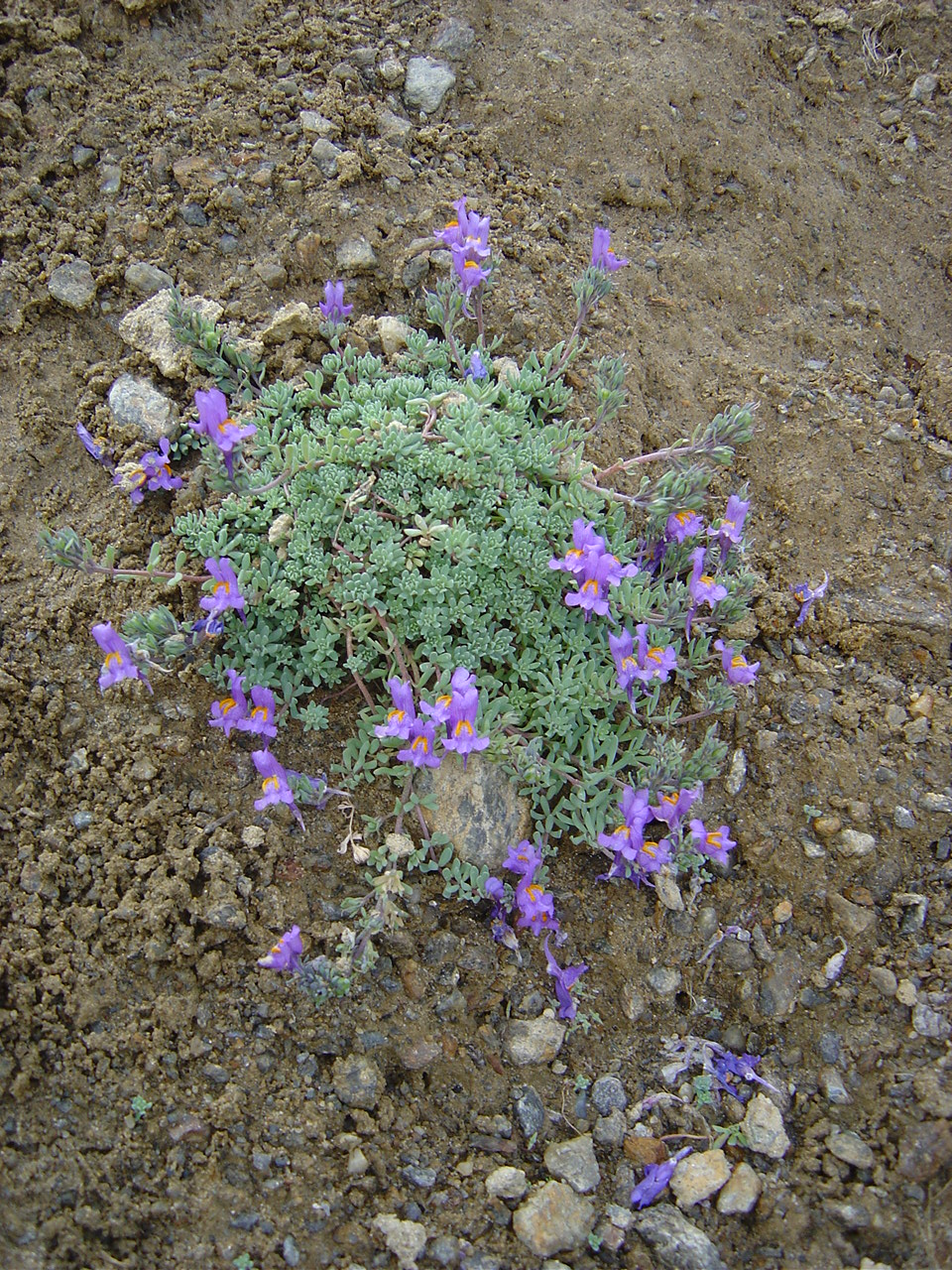
Linaria alpina
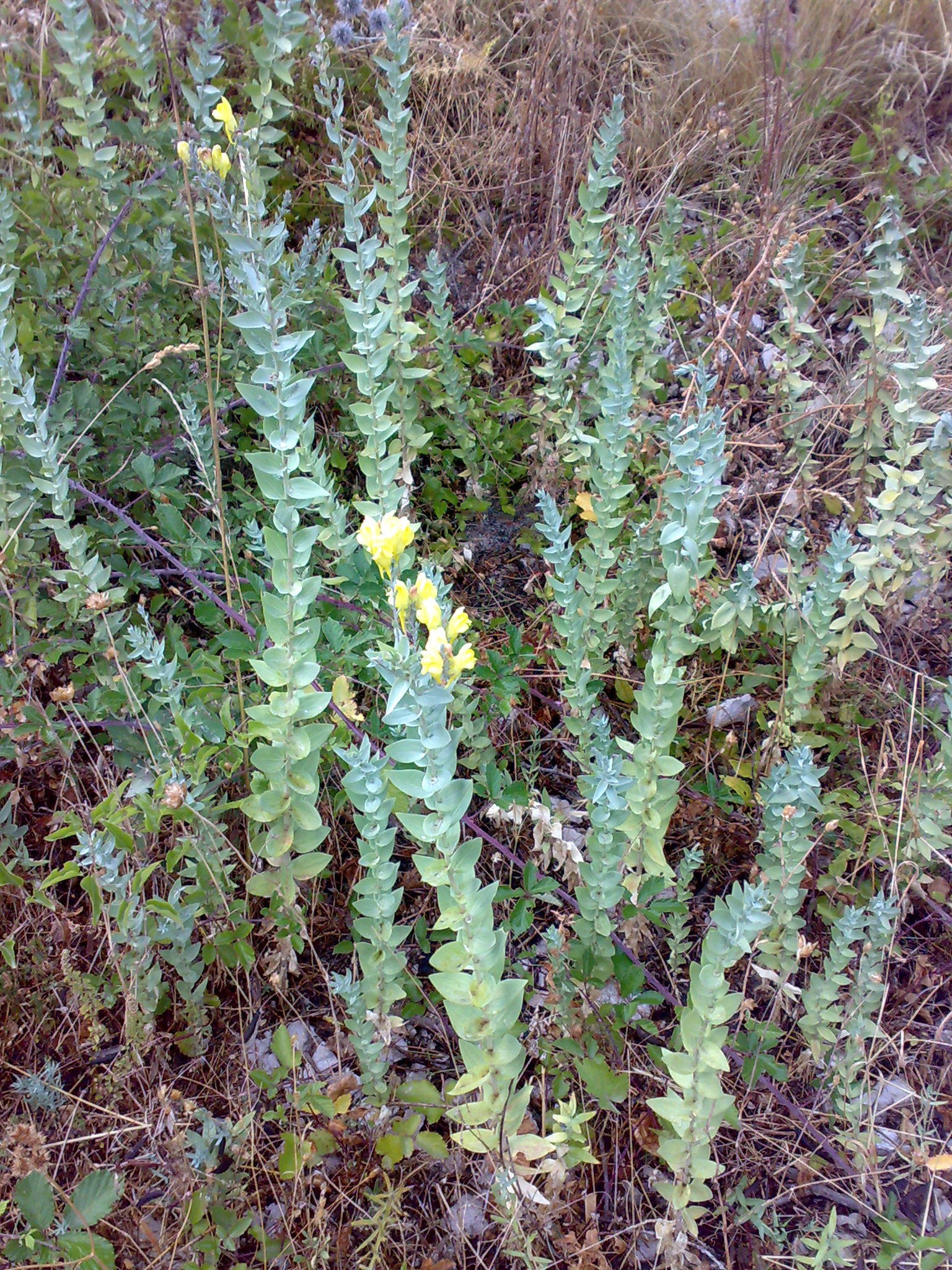
Linaria genistifolia ssp dalmatica
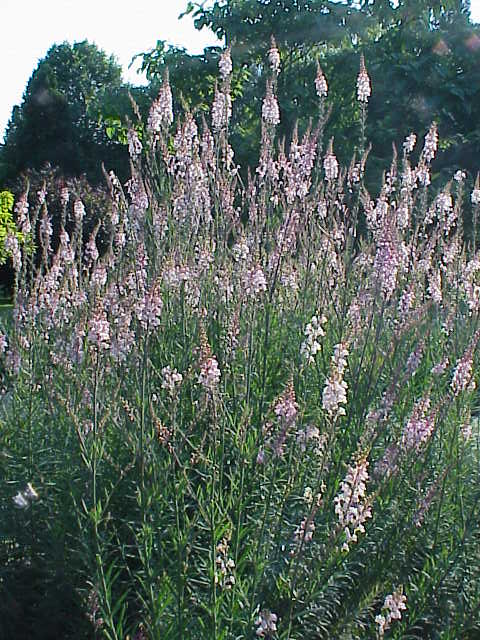
Linaria purpurea
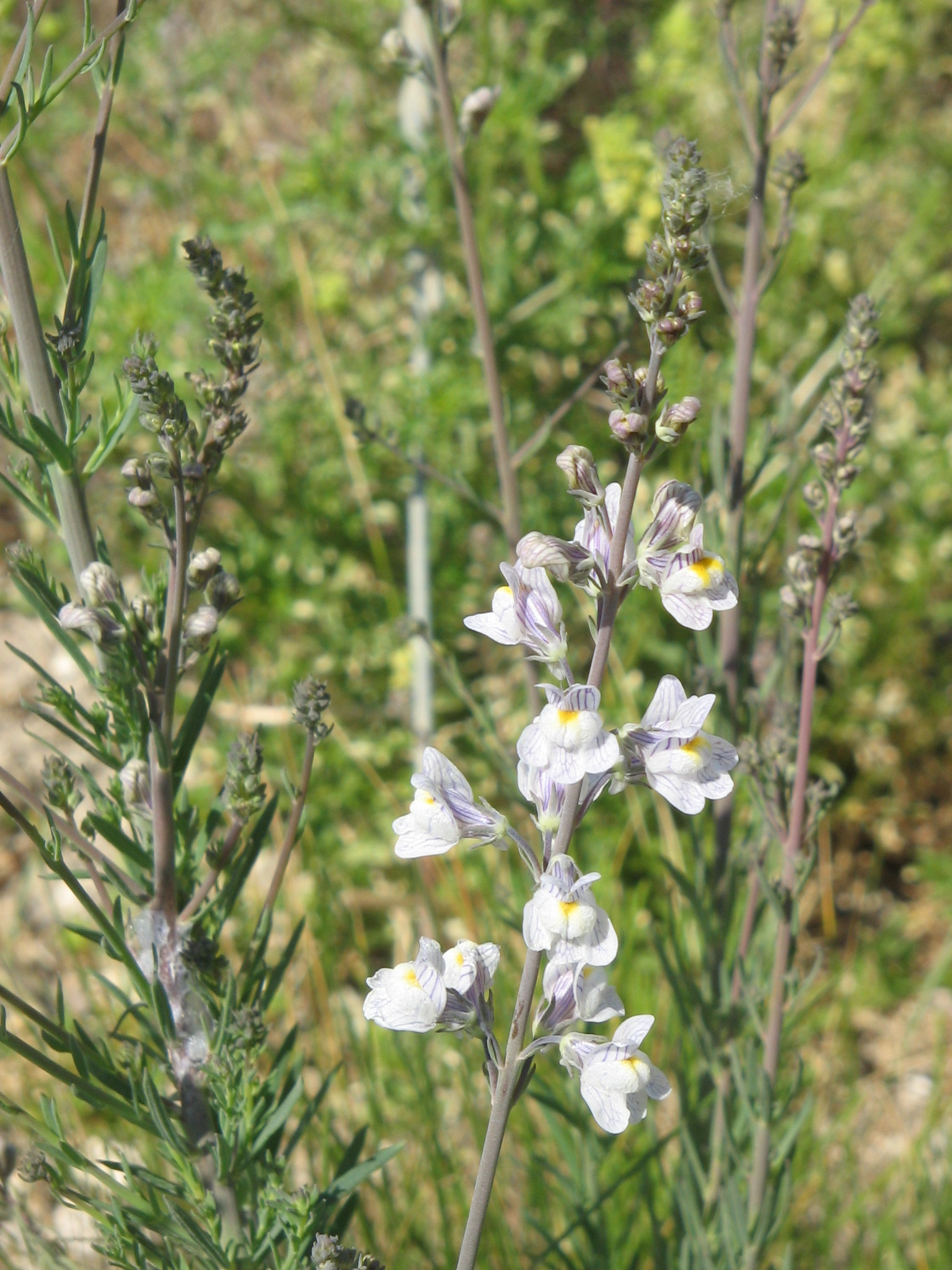
Linaria repens